# Bill Fay
Bill Fay (* 8. September 1943 in London; † 22. Februar 2025 ebenda) war ein britischer Sänger und Songwriter.

## Leben und Wirken
Bill Fay wuchs im Norden Londons auf. Mit 18 Jahren begann er an der Bangor University in Wales Elektronik zu studieren und nebenbei Musik zu schreiben. 1965 kehrte er nach London zurück, wo er erste Demoversionen seiner Songs aufnahm. Decca Records wurde auf ihn aufmerksam und bot ihm einen Vertrag an. 1967 erschien auf dem Decca-Label Deram die Single Some Good Advice, die allerdings nicht erfolgreich war. Trotzdem finanzierte Decca zwei Alben: 1970 erschien das Debüt Bill Fay und ein Jahr später Time of the Last Persecution. Beide Platten waren kommerzielle Misserfolge und Fays Plattenvertrag mit Decca wurde nicht verlängert.
1998 wurden Fays Alben von der britischen Plattenfirma See for Miles Records auf CD wiederveröffentlicht. In der Folge interessierten sich jüngere Musiker für Fay und seine Musik, etwa Jeff Tweedy oder Jim O’Rourke. David Tibet veröffentlichte 2004 und 2007 auf seinem Label Durtro zwei Sammlungen von Demos und vereinzelten Studioaufnahmen aus den Jahren 1966 bis 1981.
2012 erschien mit Life Is People Fays erstes reguläres Studioalbum seit 1971. Das Comeback wurde von der Presse durchweg positiv aufgenommen. Mit Who Is the Sender? folgte 2015 ein weiteres, wiederum beim US-Independent-Label Dead Oceans.
Fay beteiligte sich 2017 an dem Musiker-Projekt Our First 100 Days.
Bill Fay lebte in Greater London, er litt in den letzten Jahren zunehmend an Parkinson.

## Diskografie

### Studioalben
- Bill Fay (Deram, 1970)
- Time of the Last Persecution (Deram, 1971)
- Still Some Light (2CD, recorded 2009; Coptic Cat, 2010)
- Life Is People (Dead Oceans, 2012)
- Who Is the Sender? (Dead Oceans, 2015)
- Countless Branches (Dead Oceans, 2020)

### Kompilationen
- From the Bottom of an Old Grandfather Clock, 2004.
- Tomorrow, Tomorrow and Tomorrow, 2007.
- Still Some Light, 2010.

### Singles
- Some Good Advice / Screams in the Ears, 1967.